# QuintoAndar
QuintoAndar é uma startup brasileira de tecnologia focada no aluguel e na venda de imóveis, fundada no início de 2013. Na modalidade aluguel, a companhia administra o pagamento de aluguel ao proprietário, dispensando inquilino de apresentar fiador, seguro-fiança ou depósito caução.
A empresa disponibiliza aplicativos para proprietários e inquilinos, vendedores e compradores, tanto para Android quanto para iOS, e pelo site.

## Modelo de negócio

### Modelo de aluguel
Quando um proprietário anuncia na QuintoAndar, a empresa envia um fotógrafo profissional ao imóvel para criar um anúncio. Potenciais inquilinos usam o site ou o aplicativo para marcar visita no horário desejado. As visitas são acompanhadas por corretores filiados ao CRECI. Após a visita, o potencial inquilino e o proprietário do imóvel negociam diretamente através do aplicativo; quando a negociação é fechada, a empresa realiza análise de crédito do inquilino e, se aprovado o crédito, as partes recebem um contrato digital para assinatura. 
A empresa administra a locação durante toda a vigência do contrato e, no término, um seguro de 50 mil reais protege o imóvel contra eventuais danos provocados pelo inquilino. A empresa tem um mecanismo de pagamento que assegura ao proprietário o recebimento do aluguel, mesmo em caso de atraso ou inadimplência por parte do inquilino. 
Em maio de 2018, a startup operava aluguéis nas regiões metropolitanas de São Paulo, Rio de Janeiro, Campinas, Belo Horizonte, Brasília e Goiânia.

### Modelo de Vendas
Na modalidade vendas, o processo é similar até a fase de negociação entre comprador e vendedor. A partir daí, aparentemente o processo passa a ser manual: um consultor liga para as partes, solicita documentos e cuida do processo e compra e venda.

## Investidores e pessoas-chave
Dentre os investidores da QuintoAndar estão os fundos General Atlantic, Kaszek Ventures, Qualcomm Ventures, e QED Investors. Até o fim de 2018, a empresa já havia totalizado 320 milhões de reais em aportes recebidos.
Além dos fundadores Penha e Braga, contam com o engenheiro Ricardo Bittencourt, e a designer Letícia Pires.
Em sua quarta rodada de captação de investimentos, em novembro de 2018, a QuintoAndar consegue captar R$ 250 milhões da norte-americana General Atlantic. Sua capitalização atingiu R$ 1,1 bilhão em 2018.
Em setembro de 2019, em uma nova rodada de investimentos, a empresa captou mais de 1 bilhão de reais de um consórcio de fundos liderado pelo banco japonês SoftBank. Nessa operação, sua capitalização ultrapassou o valor de US$ 1 bilhão, marca em que empresas privadas são chamadas de unicórnio. A empresa foi a nona startup brasileira, e primeira proptech a alcançar o status de “unicórnio”.
Em 2021, anunciou que havia ultrapassado a marca dos R$ 50 bilhões em ativos sob gestão além de mais de R$ 4 bilhões em valor de mercado.
Além disso, realizou a aquisição do SíndicoNet, um marketplace e portal de conteúdos para síndicos, adminstradores e moradores de condomínios, da ATTA, empresa no segmento independente de crédito mobiliário e também da Velo, empresa do segmento de garantia locatícia.
Em 2022, o QuintoAndar estreou no Big Brother Brasil com 3 ações de merchandising durante o programa. O investimento da marca no programa foi de R$ 11.8 milhões.
Neste mesmo ano, o QuintoAndar expandiu sua frente de atuação em Minas Gerais, com a compra da Casa Mineira e, visando melhorar o relacionamento entre síndicos e moradores realizou a compra da startup de aplicativos para condomínios NokNox.
Em 2023, a marca esteve presente no reality show pelo segundo ano consecutivo. Neste ano, a parceria também aconteceu fora da casa, com a ex-BBB Camilla de Lucas.

## Prêmio
- 2017 - Escolhido pelo Google para participar do Launchpad Accelerator, um programa para impulsionar startups altamente promissoras.[23]